# Robert Jührs
Robert Emil Xaver Jührs, född 17 oktober 1911 i Frankfurt am Main, var en tysk SS-Unterscharführer, som var delaktig i Aktion T4 och Operation Reinhard.

## Biografi
Jührs blev 1930 medlem i Nationalsocialistiska tyska arbetarepartiet (NSDAP) och Sturmabteilung (SA). Senare flyttade han över från SA till Schutzstaffel (SS). I juni 1941 rekryterades Jührs till Aktion T4, Nazitysklands så kallade eutanasiprogram för psykiskt och fysiskt funktionshindrade och tjänstgjorde på eutanasianstalten (NS-Tötungsanstalt) Hadamar.

### Operation Reinhard
År 1942 inleddes Operation Reinhard, förintelsen av bland annat Generalguvernementets judar. I juni 1942 kommenderades Jührs till förintelselägret Bełżec. De nyanlända interner, som var alltför svaga för att genomgå avklädningsproceduren, fördes direkt till särskilda gropar där de sköts ihjäl. Jührs vittnade senare om detta:
| ” | Hering beordrade mig att skjuta dessa judar. Han befallde mig ordagrant: ’Jührs, för genast dessa judar till Läger II och skjut dem där.’ [---] Som jag minns det var det sju judar, män och kvinnor, som fördes till gropen. Det är svårt att beskriva deras tillstånd efter en lång resa i fullpackade godsvagnar. Jag betraktade deras död som en barmhärtighetsgärning. Jag sköt judarna med ett maskingevär där de stod på kanten till gropen. Jag siktade direkt mot deras huvuden så att samtliga dog ögonblickligen. Jag är helt säker på att ingen av dem led. | „ |

I mars 1943 förflyttades Jührs till arbetslägret i Dorohucza och i november samma år till förintelselägret Sobibór. Där deltog han i lägrets likvidering och arkebuseringen av de kvarvarande judarna. Därefter sändes Jührs, och en rad andra funktionärer från Operation Reinhard, till norra Italien för att bland annat bekämpa jugoslaviska partisaner.

### Efter andra världskriget
Den 1 maj 1945 greps Jührs av amerikanska soldater och hamnade i krigsfångeskap men släpptes i augusti samma år.
Jührs ställdes 1963 inför rätta vid Bełżecrättegången som medansvarig för mord i 360 000 fall, men han frikändes på grund av att ha handlat under tvång (tyska Putativnotstand). Han åtalades också vid Sobibórrättegången som medansvarig för mord i 30 fall, men frikändes även för detta.